# Pierre Blanchet (journaliste)
Pour les articles homonymes, voir Blanchet et Pierre Blanchet.
Pierre Blanchet, né le 14 décembre 1944 à Belley et mort le 19 septembre 1991 en Croatie, est un journaliste français.

## Biographie
Fils de Pierre Blanchet, un polytechnicien, Français libre et commandant dans la 2e division blindée, tué durant la campagne de Normandie, Pierre Blanchet est adopté par un ami de son père, Georges Buis.
Mai 68 le marque si profondément qu’en 1969, il quitte l’Université pour vivre une expérience ouvriériste à Grenoble et y animer et encadrer l’agitation maoïste. C'est là qu’il se mutile la main avec une machine d’une usine de tracteur où il s’était fait embaucher. Après un passage à Sochaux, il tente « de marier des allures d’intellectuel parisien qu’il ne voulait pas être, à un idéal ouvrier, qu’il ne sera jamais». Ses relations avec la mouvance maoïste lui permettent, en 1974, d’entrer au quotidien Libération pour y traiter des questions sociales. Mais sa fibre tiers-mondiste et anti-impérialiste l’amène à couvrir progressivement l’étranger. 
Ainsi, en 1979, la révolution khomeyniste cristallise tous ses espoirs et l’amène à publier, avec son épouse Claire Brière, Iran : la révolution au nom de Dieu (Le Seuil, 1979). Comprenant un long entretien avec Michel Foucault, cet ouvrage illustre son enthousiasme pour les aspects antiaméricains, antiautoritaires et anti-occidentaux du mouvement iranien. Son rapprochement avec ce philosophe qui est un ami de premier plan du Nouvel Observateur comme la collaboration de son père adoptif à ce magazine à partir de mars 1979 l’amène à se sentir « plus proche de la “civilisation Nouvel Obs”» que de Libération. En septembre 1979, il rejoint donc l’hebdomadaire.
Jusqu’en septembre 1981, il y couvre principalement l’Afghanistan et l’Iran. Il traite ensuite du terrorisme irlandais, libyen ou d’extrême gauche  et, dans une moindre mesure, de la Pologne au sujet de laquelle il interviewe Michel Foucault, Bernard Kouchner et Simone Signoret (9 octobre 1982). S’il est envoyé en reportage en Afrique du Sud ou au Liban, il a une prédilection particulière pour l’Amérique latine qu’il traite notamment pour le Salvador. Après 1989, il est envoyé en Europe de l’Est (particulièrement en Pologne) puis en Syrie et en Jordanie lors de la guerre du Golfe. Envoyé spécial durant la guerre de Croatie, il meurt le 19 septembre 1991 à Petrinja en même temps que son collègue suisse Damien Ruedin, dans l'explosion d'une mine sous leur voiture.